# امتیاز (فیلم ۱۹۷۴)
امتیاز (انگلیسی: Score) یک اِروتیک عاشقانه به کارگردانی ردلی متزگر است که در سال ۱۹۷۴ منتشر شد. این فیلم، یکی از نخستین فیلم‌های عصر طلایی پورن بود که به مکاشفه دربارهٔ روابط دوجنس‌گرایانه پرداخت.
این فیلم برپایهٔ یک نمایشنامه آف برادوی ساخته شد که در سال ۱۹۷۱ به روی صحنه رفت و سیلوستر استالونه در آن نقش کوتاهی در قالب یک تعمیرکار تلفن به نام «مایک» داشت.